# Ibarra Peak
Ibarra Peak är en bergstopp i Antarktis. Den ligger i Östantarktis. Nya Zeeland gör anspråk på området. Toppen på Ibarra Peak är 1 356 meter över havet.
Terrängen runt Ibarra Peak är kuperad åt nordost, men åt sydväst är den bergig. Terrängen runt Ibarra Peak sluttar österut. Trakten är obefolkad. Det finns inga samhällen i närheten. 